# Shelton, Connecticut
Shelton är en stad i Fairfield County i delstaten Connecticut, USA med 39 559 invånare (2010).